# Tatínkova sláva
Tatínkova sláva (v originále La Gloire de mon père) je francouzský hraný film z roku 1990, který režíroval Yves Robert podle stejnojmenného románu z cyklu Jak voní tymián od Marcela Pagnola vydaného v roce 1957. Snímek měl světovou premiéru dne 29. srpna 1990. Na film navazuje snímek Maminčin zámek z téhož roku.

## Děj
Marcel Pagnol, syn marseillského učitele, tráví jako student letní prázdniny roku 1904 na venkově v Provence, kde si rodina pronajala starý venkovský dům.

## Obsazení
| Philippe Caubère   | Joseph Pagnol                               |
| Nathalie Roussel   | Augustine Pagnol                            |
| Julien Ciamaca     | Marcel Pagnol v 9 letech                    |
| Benoît Martin      | Marcel Pagnol v 5 letech                    |
| Victorien Delamare | Paul Pagnol                                 |
| Didier Pain        | strýc Jules                                 |
| Thérèse Liotard    | teta Rose                                   |
| Joris Molinas      | Lili des Bellons                            |
| Paul Crauchet      | Edmond des Papillons                        |
| Pierre Maguelon    | François, otec Lili                         |
| Michel Modo        | listonoš                                    |
| Jean Rougerie      | Bergougnas, vetešník                        |
| Victor Garrivier   | kněz                                        |
| Raoul Curet        | pan Vincent                                 |
| Maxime Lombard     | pan Arnaud                                  |
| Michèle Loubet     | slečna Guimard, učitelka                    |
| René Loyon         | pan Besson                                  |
| Anik Danis         | chůva                                       |
| Jean-Pierre Darras | hlas vypravěče (Marcel Pagnol v dospělosti) |

## Ocenění
- César: nominace v kategoriích nejlepší herečka ve vedlejší roli (Thérèse Liotard), nejslibnější herec (Philippe Uchan), nejlepší kostýmy (Agnès Nègre), nejlepší filmová hudba (Vladimir Cosma)